# Rachot v Bronxu
Rachot v Bronxu (v originále Hong faan kui) je akční komedie, kterou režíroval Stanley Tong. Přestože se děj filmu odehrává v newyorské čtvrti Bronx, film se natáčel převážně v okolí kanadského města Vancouver a také v Hongkongu a ve Spojených státech amerických. V hlavních rolích vystupují Jackie Chan, Anita Mui, Françoise Yip a Marc Akerstream. 

## Děj
Hlavním hrdinou je Keung (Jackie Chan), který přiletí do USA za svým strýcem Billem (Bill Tung), rozhodnutým prodat svůj obchod v newyorské části Bronx. Zde se seznamuje s novou majitelkou strýcova obchodu Elaine (Françoise Yip) a chlapcem ze sousedství Dannym (Morgan Lam), připoutaným na invalidní vozík. Bronx má však pověst pouličních gangsterů a závodů na ulici. Do jednoho takového závodu se omylem připlete i Keung a pokazí výhru místnímu hlavnímu gangsterovi Tonymu (Marc Akerstream). Ten je rozhodnutý ho za každou cenu zabít a tak začíná boj mezi jeho bandou a Keungem, který však odnese i obchod Elaine. Tonův parťák Angelo (Garvin Cross) se ale připlete do bitky dalších mafiánů a ukradne vzácné diamanty. Ty ukryje do Dannyho polštářku, když prchá před mafiány. Vše se zkomplikuje a Angelo je donucen vyzradit mafiánům úkryt diamantů, které ale záhy získá Keung. Mafiáni mu však unesou přátele a požadují diamanty zpět jako výměnu. Keung se s podporou policie rozhodne své přátele osvobodit a dostat hlavního šéfa mafiánů - Bílého tygra (Kris Lord).

## Obsazení
- Jackie Chan jako Keung
- Anita Mui jako Elaine
- Françoise Yip jako Nancy
- Bill Tung jako strýc Bill
- Marc Akerstream jako Tony
- Garvin Cross jako Angelo
- Morgan Lam jako Danny
- Kris Lord jako Bílý tygr
- Carrie Cain Sparks jako Whitney
- Jamie Luk as Steven Lo.

## Tržby
V Hongkongu film vydělal celkově 56 911 136 HK $ a patří tak mezi nejúspěšnější filmy roku v Hongkongu a jeden z nejvýdělečnějších filmů Jackie Chana.
Avšak Chanův film byl úspěšný i v Severní Americe. Byl promítán v 1 736 kinech a během premiérového víkendu vydělal 9 858 380 dolarů (5 678 $ na kino). Celková tržba v Severní Americe byla 32 392 047 $. 

## Zajímavosti
Jackie Chan si během natáčení filmu, když předváděl své obvyklé kaskadérské kousky, zranil svou nohu. Většinu natáčecího času pak hrál pouze s jednou zdravou nohou. Když přišlo na řadu vyvrcholení děje a natáčení, Chanovi na jeho sádru navlékli ponožku, kterou nabarvili. S touto improvizací film dokončili. Jeho noha však stále nebyla úplně zdravá když šel natáčet jeho další film, Thunderbolt. Během natáčení se na motorce zranilo i několik kaskadérů včetně hlavní herečky. Několik lidí také utrpělo zlomení končetin a kotníků. [zdroj?]

## Ocenění a nominace
- 1996 Hong Kong Film Awards
  - Cena: Nejlepší akční choreografie (Jackie Chan, Stanley Tong)
  - Nominace: Nejlepší herec (Jackie Chan)
  - Nominace: Nejlepší herečka (Anita Mui)
  - Nominace: Nejlepší filmový střih (Peter Cheung)
  - Nominace: Nejlepší výkonný herec (Françoise Yip)
  - Nominace: Nejlepší obraz (Barbie Tang)
  - Nominace: Nejlepší vedlejší role - herečka (Françoise Yip)

- 1997 Key Art Awards
  - Cena: Nejlepší Show - audovizualizace

Díky komediálnímu TV seriálu "Ben Knows"
- 1996 MTV Movie Awards
  - Nominace: Nejlepší boj (Jackie Chan)